# Xã Canoe, Quận Indiana, Pennsylvania
Xã Canoe (tiếng Anh: Canoe Township) là một xã thuộc quận Indiana, tiểu bang Pennsylvania, Hoa Kỳ. Năm 2010, dân số của xã này là 1.505 người.